# Gum 23
Gum 23, nota anche come RCW 38, è una nebulosa diffusa visibile nella costellazione delle Vele.
Si individua circa a metà strada fra le stelle λ Velorum e δ Velorum, in un'area di cielo molto ricca di densi campi stellari ed altre nebulose, fra cui la celebre Nebulosa delle Vele; per poter essere scorta occorre un telescopio amatoriale discretamente potente.
Si tratta di una regione HII in cui è attivo e vigoroso il fenomeno della formazione stellare, come si evince anche dalla forte emissione di infrarossi; nelle regioni più interne, in un diametro di 5 anni luce, sono presenti un migliaio di stelle giovani e calde, riunite in un ammasso aperto in formazione. Le emissioni di raggi X indicano la presenza di un forte campo magnetico, prodotto probabilmente dall'esplosione di una supernova avvenuta all'interno dell'ammasso. Sebbene un'evidenza diretta dell'esplosione si sia potuta osservare solo migliaia di anni fa, l'onda d'urto prodotta dall'esplosione potrebbe essere la responsabile dell'eccitazione elettronica. La distanza del complesso è stimata sui 5500 anni luce da noi.